# Hypomixolydischer Modus
Der hypomixolydische  Modus, kurz Hypomixolydisch, ist die zu Mixolydisch gehörende Plagaltonart. Im mittelalterlichen System der Kirchentöne heißt er auch achter Ton oder tetrardus plagalis. Er unterscheidet sich vom mixolydischen Ton (tetrardus authenticus) durch einen um eine Quarte nach unten verlagerten Tonumfang (Ambitus) und eine andere Repercussa. Die Finalis bleibt allerdings gleich.
(Mixolydisch: Ambitus g-g1, Finalis g, Repercussa d1; Hypomixolydisch: Ambitus d-d1, Finalis g, Repercussa c1)
Für heutige Anwendungen (etwa im modalen Jazz) spielt der hypomixolydische Modus keine Rolle, weil bei den modalen Tonleitern nicht zwischen authentisch und plagal unterschieden wird. Hier gibt es also nur die mixolydische, aber keine hypomixolydische Tonleiter. 